# Mando-m
En sintaxis generativa, la relación de mando-m (a veces m-comando) es una relación sintáctica entre dos constituyentes sintácticos más general que la noción de mando-c.
La definición original de mando-c de Aoun y Sportiche (1983) se corresponde con lo actualmente se llama "mando-m" (habiéndose redefinido mando-c de forma más restrictiva). Chomsky (1986) estableció la definición estándar de mando-m:
Si X e Y son dos "nodos" o constituyentes del árbol sintáctico, se dice que X manda-m a Y si y sólo si:
1. X no domina a Y,
2. Y no domina a X, y
3. la proyección máxima de X domina a Y.

Donde "X domina a Y" se interpreta como que "Y es un subconstituyente del constituyente X", y la noción de proyección máxima adaptada aquí deriva de la Teoría de la X'. 
La diferencia fundamental entre mando-c y mando-m es que X manda-m a todos los elementos que manda-c, y además manda-m al especificador del sintagma del cual X es núcleo. La noción de mando-m se usa en la formulación de la relación sintáctica de rección.